# Оксова
Оксова — деревня в Плесецком районе Архангельской области. Входила до 26 апреля 2021 в состав Оксовского сельского поселения.

## География
Деревня расположена в 3 километрах к юго-западу от Оксовского, на правом берегу Онеги, напротив впадения в неё реки Иксы.
Часовой пояс
Деревня Оксова, как и вся Архангельская область, находится в часовой зоне МСК (московское время). Смещение применяемого времени относительно UTC составляет +3:00.

## Население
| 2002 | 2010 | 2012 |
| ---- | ---- | ---- |
| 82   | ↘71  | ↗123 |